# 濟西之戰
濟西之戰或称濟西之役發生於前284年，戰國時代燕國將領樂毅統率燕、秦、趙、韓、魏五國聯軍及被其策反的楚軍共同攻打齊國的一場戰爭。

## 背景
戰國時代中期，齊、秦兩強東西對峙，較弱的燕國與齊國為近鄰。燕王噲於前318年讓位於燕國國相子之，以致太子平與子之因爭奪王位而發生內亂。齊宣王於前314年乘機伐燕，在五十天之內攻破燕國，殺燕王噲和子之。然而齊軍在燕國大肆燒殺搶掠，燕國民眾紛紛起來反抗，各諸侯國也準備出兵救援燕國，迫使齊軍撤退。趙武靈王趁燕國內亂，派樂池將燕王噲庶子公子職從韓國送回燕國即位，是為燕昭王。燕昭王即位後，廣招賢士，改革內政，發展生產，積極準備報齊破國之仇。前301年齊宣王死後，兒子齊湣王即位，他命令齊軍南攻宋、楚，西擊三晉，連年征戰，國力日耗。燕昭王想乘機攻打齊國，但從燕國的土地、人口和經濟條件來看，燕國遠不如齊國，單憑燕國本身的力量，不可能戰勝齊國。在此形勢下，燕國將軍樂毅提出爭取與其他諸侯國建交，孤立齊國；並慫恿齊國滅宋，以加劇它與各國的矛盾，爾後聯合各國，大舉攻打齊國。燕昭王採納了這一計策。
為此，燕國表面上臣服於齊國，並派蘇秦入齊國進行離間活動，取得了齊湣王的信任。齊國被燕國表面的屈服所迷惑，放鬆警惕，對燕國不加戒備，甚至連防備燕國的兵力也全部從北面撤回。前288年10月，秦昭王約齊王同時稱帝，結成聯盟。燕國再次派蘇秦至齊進行離間活動，勸說齊湣王撕毀齊、秦盟約，廢除帝號，而後伺機滅宋國。齊湣王果然被打動，於十二月廢除帝號，轉而與各國合縱攻秦，迫使秦國“廢帝請服”，接著齊湣王出兵滅掉宋國。然而齊滅宋一事，不僅加劇齊同秦、趙的矛盾，也對韓、魏、楚形成嚴重威脅，導致齊國與各國之間的矛盾異常尖銳。燕國利用這種形勢積極活動，終於和各國結成攻齊聯盟。

## 戰爭過程
前284年，燕昭王任命樂毅為上將軍，統率燕、秦、韓、趙、魏五國軍隊攻齊。齊湣王開始時並未料到燕國會聯合諸國攻伐齊國。及至發現燕軍已攻入齊國時，才匆忙任命田觸為將，率領全國軍隊主力渡過濟水，西進拒敵。雙方兵力在濟水西面展開決戰。齊軍由於連年征戰，士氣低落。齊湣王為迫使將士死戰，以挖祖墳、行殺戮相威脅，更使將士離心，鬥志消沉。結果當聯軍進攻時，齊軍一觸即潰，遭到慘敗。田觸逃亡不知下落，副將田達收拾殘兵，退保都城臨淄。齊軍主力被消滅後，樂毅送還秦、韓兩軍，派魏軍南攻宋地，趙軍北取河間（今河北獻縣東），自率燕軍向臨淄實施戰略追擊，繼續聚殲齊國敗退的殘餘勢力。
此時楚頃襄王為分佔齊國土地，派淖齒以救齊之名率軍進入齊國；而齊湣王希望藉着楚軍力量抵抗燕軍，便委任淖齒為國相。其後淖齒在莒地殺了齊湣王，取得淮北地區及分得寶器。
樂毅攻克臨淄後採取布施德政、收取民心的政策，同時申明軍紀、嚴禁擄掠，廢除殘暴法令和苛捐雜稅。然後分兵五路以徹底消滅齊軍，擴及佔領齊國全境。燕軍僅在六個月的時間就攻取了齊國七十餘城，只剩下莒和即墨（今山東省平度東南）兩城未被攻克。前283年，齊國大臣王孫賈等殺死淖齒，立齊湣王之子田法章為王，是為齊襄王，死守莒城以抗燕軍，並號召民眾起來抵抗。即墨軍民在守將戰死之後，共推齊宗室田單為將，堅守抵抗燕軍，此攻防戰被稱為即墨之戰。

## 影響
濟西之戰標誌着燕國短暫的興盛，是燕國在戰國時代最輝煌的戰役。齊國近乎亡國，即使其後在即墨之戰中復國，但實力已江河日下。